# Gigantosaurus (série télévisée d’animation)
 (février 2024).
La mise en forme du texte ne suit pas les recommandations de Wikipédia : il faut le « wikifier ».
Les points d'amélioration suivants sont les cas les plus fréquents :
- Les titres sont pré-formatés par le logiciel. Ils ne sont ni en capitales, ni en gras.
- Le texte ne doit pas être écrit en capitales (les noms de famille non plus), ni en gras, ni en italique, ni en « petit »…
- Le gras n'est utilisé que pour surligner le titre de l'article dans l'introduction, une seule fois.
- L'italique est rarement utilisé : mots en langue étrangère, titres d'œuvres, noms de bateaux, etc.
- Les citations ne sont pas en italique mais en corps de texte normal. Elles sont entourées par des guillemets français : « et ».
- Les listes à puces sont à éviter, des paragraphes rédigés étant largement préférés. Les tableaux sont à réserver à la présentation de données structurées (résultats, etc.).
- Les appels de note de bas de page (petits chiffres en exposant, introduits par l'outil «  Source ») sont à placer entre la fin de phrase et le point final[comme ça].
- Les liens internes (vers d'autres articles de Wikipédia) sont à choisir avec parcimonie. Créez des liens vers des articles approfondissant le sujet. Les termes génériques sans rapport avec le sujet sont à éviter, ainsi que les répétitions de liens vers un même terme.
- Les liens externes sont à placer uniquement dans une section « Liens externes », à la fin de l'article. Ces liens sont à choisir avec parcimonie suivant les règles définies. Si un lien sert de source à l'article, son insertion dans le texte est à faire par les notes de bas de page.
- La présentation des références doit suivre les conventions bibliographiques. Il est recommandé d'utiliser les modèles {{Ouvrage}}, {{Chapitre}}, {{Article}}, {{Lien web}} et/ou {{Bibliographie}}. Le mode d'édition visuel peut mettre en forme automatiquement les références.
- Insérer une infobox (cadre d'informations à droite) n'est pas obligatoire pour parachever la mise en page.

Pour une aide détaillée, merci de consulter Aide:Wikification.
Si vous pensez que ces points ont été résolus, vous pouvez retirer ce bandeau et améliorer la mise en forme d'un autre article.
Pour l’article homonyme, voir Gigantosaurus .
Gigantosaurus est une série préscolaire animée en CGI créée par Franck Salomé, Nicolas Sedel, Fernando Worcel et réalisée par Olivier Lelardoux d'après le livre de Jonny Duddle. La série est une coproduction entre le studio d'animation français Cyber Group Studios et Kaibou, avec une animation réalisée par le studio canadien Blue Spirit Studio, avec la participation de Disney Channel et France Télévisions, et le soutien d'autres sociétés canadiennes.
La série a été diffusée pour la première fois le 18 janvier 2019 sur Disney Channel dans le cadre du bloc Disney Junior, également diffusée sur sa chaîne dédiée.
Le 11 décembre 2019, la série a été renouvelée pour une deuxième et une troisième saison. La deuxième saison a débuté le 4 janvier 2021. La troisième et dernière saison a débuté le 9 août 2021.

## Origine
Basée sur le livre à succès de Jonny Duddle et de l'éditeur Templar, la série suit quatre jeunes amis dinosaures curieux nommés Rocky, Bill, Tiny et Mazu alors qu'ils partent à l'aventure et découvrent le dinosaure titulaire du livre sur lequel la série est basée, le dinosaure le plus grand et le plus féroce de tous : Gigantosaurus.

## Personnages

### Personnages principaux
- Gigantosaurus/Giganto (doublé par Vincent Tong[3]) est le personnage principal, un énorme Giganotosaurus. Malgré sa personnalité apparemment vicieuse, il aide souvent les quatre petits dinosaures dans leurs aventures. Giganto communique principalement par des grognements et des rugissements, mais dans « Goodbye, Giganto ! Part 2 », les amis découvrent qu'il peut parler.
- Rocky (doublé par Dylan Schombing)  est un jeune Parasaurolophus courageux. Il est initialement incapable de prononcer correctement les noms des espèces de dinosaures, en particulier les siens, mais ce problème est résolu dans "The Singing Chef". Son écusson peut être utilisé comme klaxon de circulation.
- Bill (doublé par Nicholas Holmes) est un jeune brachiosaure timide qui aime manger.
- Tiny (doublé par Áine Sunderland) est une jeune Triceratops enjouée qui aime dessiner et raconter des blagues.
- Mazu (doublé par Nahanni Mitchell) est une jeune Ankylosaure curieuse qui aime étudier et construire des choses.

### Personnages secondaires
- Hegan (doublé par Heather Doerksen) est un Ptéranodon maladroit.
- Trey (doublé par Vincent Tong) est un Triceratops adolescent, et le frère aîné de Tiny.
- Archie (doublé par Brad Swaile) est un archéoptéryx incapable de voler.
- Rugo (doublé par Asia Mattu) est un Rugosodon avec un gros appétit et plusieurs cousins éponymes, ainsi qu'un étrange nommé Larry, qui peut mâcher de la roche.
- Ignatius (doublé par Adam Kirschner) est un Compsognathus inhabituellement grand.
- Ayati (doublé par Joanne Willson) est une femelle brachiosaure âgé de 200 ans (à compter du "Grand anniversaire d'Ayati").
- Dilo (doublé par Brad Swaile ) est un Dilophosaure avec un sens de l'humour espiègle.
- Marsh (doublé par Benjamin Jacobson) est un jeune stégosaure . C'est le seul jeune dinosaure qui marche à quatre pattes. Bien qu'il soit plus jeune que les personnages principaux, il est aussi grand que les adultes de son espèce. Alors que la plupart des personnages trouvent les fleurs puantes repoussantes, Marsh trouve l'odeur agréable.
- Patchy (doublé par Michael Daingerfield) est un Pachycephalosaurus avec une mauvaise vue et des bras courts qui ne peuvent pas atteindre sa tête.
- Dragonfly est une Meganeura amie de Mazu.
- Weird Fish est une école d’Eusthenopteron qui est ami avec Bill.
- Les Dino Bees sont un essaim d’abeilles .
- Leon (doublé par Brenden Sunderland) est un Archelon qui apparaît dans les saisons 2 et 3.
- Plink, Plonk et Plunk (doublés respectivement par Caitlyn Bairstow, Tabitha St. Germain et Andrea Libman) sont trois sympathiques Ichthyosaures qui vivent dans le lac. Plink est marqué en violet et est très athlétique, Plonk est marqué en bleu et est très créatif et Plunk est marqué en vert et est très intelligent. Ils apparaissent dans les saisons 2 et 3.
- Rolo (doublé par Asia Mattu) est un bébé Parasaurolophus qui est le petit cousin de Rocky qui apparaît dans les saisons 2 et 3 après sa première apparition dans "L’œuf perdu".
- Lena est un bébé brachiosaure qui est la petite sœur de Bill. Elle apparaît dans les saisons 2 et 3.
- Tori est un bébé Triceratops qui est la petite sœur de Trey et Tiny. Elle apparaît dans les saisons 2 et 3.
- Zack est un bébé Ankylosaure qui est le petit frère de Mazu. Il apparaît dans les saisons 2 et 3.
- Fierté et Joie sont des bébés Ptéranodons qui sont les enfants de Hegan. Fierté est le garçon violet et Joie est la fille rose. Ils apparaissent pour la première fois dans l'épisode de la saison 3, "Adventures In Egg-Sitting". Bien que Joie soit née la première, Fierté occupe toujours la première place.
- Missy (doublé par Cathy Weseluck) est un Incisivosaurus excentrique qui apparaît pour la première fois dans l'épisode de la saison 3, "The Tooth Fairy".

### Antagonistes
- Cror & Totor (doublés respectivement par Shannon Chan-Kent et Samuel Vincent ) sont une paire de frères et sœurs Velociraptor qui aiment s'en prendre aux autres personnages. Cror est la femelle verte, la plus intelligente et la plus avare ; tandis que Totor est le mâle rouge, le plus stupide et incompétent.
- Termy (doublé par Jennifer Cameron) est une méchante femelle Terminonatator qui possède le lac des résidents. Elle tente souvent de s'emparer de la savane. Pris par erreur pour un plésiosaure[4].
- T-Rex (doublé par Alessandro Juliani ) est un méchant Tyrannosaurus rex qui aime se montrer et pense qu'il est meilleur que Giganto. Il apparaît pour la première fois dans l'épisode de la saison 2, "A New Best T".
- Spino - Un Spinosaurus massif et méchant qui a l'intention de terroriser. Apparaît pour la première fois dans les épisodes de la saison 2, « A New Big Guy » et « Battle of the Titans ».
- Le Scorpion est un Pulmonoscorpius . Ils apparaissent souvent dans la saison 1, puis une fois dans la saison 2 et deux fois dans la saison 3.

### Personnages supplémentaires
- Arthropleura
- Plante carnivore
- Diplocaulus
- Sauterelle
- Microceratus
- limule

## Épisodes
| Saison | Segments | Nombre d'épisodes | Diffusion original | Diffusion original | Diffusion original |
| Saison | Segments | Nombre d'épisodes | Début de saison    | Fin de saison      |                    |
| ------ | -------- | ----------------- | ------------------ | ------------------ | ------------------ |
| 1      | 52       | 26                | 18 janvier 2019    | 29 février 2020    |                    |
| 2      | 52       | 26                | 4 janvier 2021     | 28 juin 2021       |                    |
| 3      | 52       | 26                | 9 aout 2021        | 14 novembre 2022   |                    |

## Diffusion
Le 4 mai 2017, la série est reprise par France Télévision et Super RTL . À cette époque, à l'exception de l'Inde et de Taiwan, Disney Junior avait accepté de diffuser le dessin animé à partir de 2019. RAI (Italie), Société Radio-Canada et Netflix ont acheté l'émission le 14 novembre 2018. L'émission a été créée sur Disney Channel et DisneyNow aux États-Unis dans le cadre de Disney Junior le 18 janvier 2019. L'émission a été créée sur Disney Junior au Canada le 19 janvier, sur Disney Junior au Royaume-Uni et en Irlande le 29 avril, sur Trans TV en Indonésie, et pour le Canada français, l'émission a été créée sur ICI Radio-Canada Télé le 19 septembre 2020. Il est également diffusé sur Tiny Pop au Royaume-Uni.

## Produit dérivés
En 2020, NCircle Entertainment a signé un accord avec Cyber Group Studios pour garantir les droits DVD nord-américains de Gigantosaurus. Un DVD monodisque intitulé « Le dinosaure le plus grand, le plus féroce de tous ! » est sorti le 6 janvier 2020 et contenait 8 épisodes. Un autre DVD monodisque intitulé "Dino Tales" est sorti le 21 avril 2020 et contient 8 épisodes supplémentaires. Un volume défini sur la première saison est sorti le 1er septembre 2020 et contient les 26 premiers épisodes de la première série. Un deuxième ensemble de volumes est sorti le 4 juin 2021 et contient le reste de la série 1. Le premier DVD de la série 2 – « We're in This Together » est à nouveau sorti le 15 novembre 2022 avec huit épisodes, suivi de « Adventures of Team Dino ! le 24 janvier 2023 avec huit épisodes supplémentaires, et « Dino Discovery » le 23 mai 2023, avec à nouveau huit épisodes.

### Ligne de jouets
L'émission a des accords de marchandisage avec Jakks Pacific pour déployer les jouets Gigantosaurus à l'automne 2019.

### Jeux vidéo
Un jeu vidéo basé sur la série a été annoncé en juillet 2019. Il a été développé par Wild Sphere et publié par Outright Games pour PlayStation 4, Xbox One, Nintendo Switch et PC en mars 2020. En septembre 2022, Outright Games a annoncé un autre titre : Gigantosaurus : Dino Kart ! . Il a été développé par 3DClouds et publié par Outright Games pour Xbox One, Xbox Series X, Xbox Series S, PlayStation 4, PlayStation 5, Nintendo Switch et Microsoft Windows pour une sortie en février 2023.